# Lernanthropus longilamina
Lernanthropus longilamina är en kräftdjursart som beskrevs av Arthur Sperry Pearse 1951. Lernanthropus longilamina ingår i släktet Lernanthropus och familjen Lernanthropidae. Inga underarter finns listade i Catalogue of Life.